# Kurypów
Kurypów (ukr. Курипів) – wieś na Ukrainie, w  obwodzie iwanofrankiwskim, w rejonie halickim.